# Xerocrassa siphnica
Xerocrassa siphnica е вид коремоного от семейство Hygromiidae.

## Разпространение
Видът е разпространен в Гърция.